# Ochrodota similis
Ochrodota similis là một loài bướm đêm thuộc phân họ Arctiinae, họ Erebidae.